# Liste der Bodendenkmale in Schkopau
In der Liste der Bodendenkmale in Schkopau sind alle Bodendenkmale der Gemeinde Schkopau und ihrer Ortsteile aufgelistet. Grundlage ist die Veröffentlichung der Landesdenkmalliste mit Stand vom 25. Februar 2016.  Die Baudenkmale sind in der Liste der Kulturdenkmale in Schkopau aufgeführt.
| Denkmal-ID | Fundart             | Ortsteil      | Bezeichnung                                | Zeitstellung | Lage                                                                                                | Bemerkungen | Bild |
| ---------- | ------------------- | ------------- | ------------------------------------------ | ------------ | --------------------------------------------------------------------------------------------------- | --- | ---- |
| 428300069  | Befestigung > Burg  | Burgliebenau  | Wasserburg „Wallholz“                      | Mittelalter  | 0,6 km östlich vom Ortsteil Burgliebenau (Lage)                                                     | gut erkennbare Wall- und Grabenstruktur, aber dicht bewaldet |      |
| 428300283  | besonderer Stein    | Bündorf       | behauene Säule, wohl kein Menhir           | undatiert    | 800 m nordöstlich vom Bahnhof Milzau, südlich von Dörstewitz (Lage)                                 | |      |
| 428300068  | Befestigung > Burg  | Bündorf       | Wasserburg                                 | Mittelalter  | nordwestlicher Ortsrand vom Ortsteil Knapendorf (Lage)                                              | Teich zum Teilverlandet, nicht alles begehbar, Innenfläche überbaut |      |
| 428300217  | besonderer Stein    | Döllnitz      | Bauernstein Döllnitz                       | undatiert    | Platz der Einheit, Grünanlage westlich der Dorfkirche, an einer Mauer (Lage)                        | liegender Bauernstein |      |
| 428300092  | Befestigung > Burg  | Ermlitz       | Wasserburg „Hainberg“                      | Mittelalter  | 0,2 km vom Ort (Lage)                                                                               | Strukturen einer Wasserburg sind kaum mehr erkennbar. |      |
| 428300071  | Grabmal > Grabhügel | Kollenbey     | Hügelgräber „Mittelbusch“                  | Bronzezeit   | 0,2 km südwestlich vom Ortsteil Kollenbey (Lage)                                                    | über 12 Gräber weiträumig im gesamten Waldstück verteilt, durch zahllose Bombentrichter ist das Umfeld stark beeinflusst                                                             |      |
| 428300280  | Grabmal > Grabhügel | Korbetha      | Grabhügel                                  | undatiert    | (Lage)                                                                                              | Es handelt sich um eine deutliche Anhöhe in einem ohnehin reliefreichem Gelände. Auf dem ‚Berg‘ gibt es eine weitere Anhöhe, welche durchaus als Grabhügel angesprochen werden kann. |      |
| 428300231  | Grabmal > Grabhügel | Lochau        | Grabhügel                                  | undatiert    | nördlich vom Ort ()                                                                                 | nicht auffindbar, liegt auf neu bebauten Areal, wohl überbaut und beseitigt |      |
| 428300230  | Grabmal > Grabhügel | Lochau        | Grabhügel                                  | undatiert    | nördlich vom Ort, nördlich L170 auf dem Acker zwischen Karl-Witte-Str. und Zur Dahne ()             | verflachter Grabhügel, häufig große Steine ausgepflügt |      |
| 428300235  | besonderer Stein    | Neukirchen    | Aufrecht stehender Stein – Menhir?         | undatiert    | ca. 0,9 km östlich vom Ort, östlich der Saaleschleife westlich des Saalehauptarmes, Flur „Abtei“ () | Denkmal nicht lokalisiert |      |
| 428300281  | Grabmal > Grabhügel | Rattmannsdorf | Grabhügel                                  | undatiert    | südlich im Ort ()                                                                                   | vor etwa 50 Jahren gab es einen etwa 1 m hohen Hügel, auf welchem eine hohe Eiche stand                                                                                              |      |
| 428300086  | Befestigung > Burg  | Röglitz       | Talrandburg                                | Mittelalter  | südöstlicher Ortsrand (Lage)                                                                        | am Sportplatz |      |
| 428300087  | Grabmal             | Röglitz       | Steinkammer                                | Neolithikum  | auf Friedhof im Ort (Lage)                                                                          | ausgegrabenen, freiliegende Steinkammer |      |
| 428300294  | Grabmal > Grabhügel | Schkopau      | Grabhügel                                  | undatiert    | Korbethaer Straße 2 (Lage)                                                                          | ‚Hügel‘ befindet sich innerhalb eines Industriebereiches |      |
| 428300094  | Befestigung > Burg  | Schkopau      | Talrandburg "Burgberg"                     | Neolithikum  | östlicher Ortsrand (Lage)                                                                           | durch Schloss- und Gutsumbauten verändert |      |
| 428300098  | Befestigung > Burg  | Wallendorf    | Wasserburg                                 | Mittelalter  | 0,5 km östlich vom Ort ()                                                                           | vor Ort befindet sich eine Wassermühle, dahinter ein Reitplatz des örtlichen Reitvereins                                                                                             |      |
| 428300292  | Grabmal > Grabhügel | Wallendorf    | Grabhügel                                  | undatiert    | 500 m südlich vom Ortsteil Pretsch ()                                                               | handelt es sich um ein ergrabenes Areal, Tongrube |      |
| 428300293  | Befestigung         | Wallendorf    | Höhensiedlung mit Doppelgraben             | undatiert    | 1 km südöstlich von Wallendorf, Flur „Hutberg“ ()                                                   | kein obertägiges Denkmal |      |
| 428300100  | Befestigung > Wall  | Wallendorf    | „Schanze“ – (Geländerinne, Landwehr?)      | undatiert    | südsüdwestlich vom Ort, südöstlich vom Hutberg ()                                                   | es gibt im Gelände eine leichte ‚Hügel-Tal‘-Landschaft, auch könnte man eine ‚Anhöhe‘ als einen Turmhügel deuten                                                                     |      |
| 428300291  | Grabmal > Grabhügel | Wallendorf    | Grabhügel bzw. mittelalterlicher Turmhügel | Mittelalter  | 500 m östlich von Wegwitz, südlich der Luppe (Lage)                                                 | im Gelände hebt sich am Ackerrand eine Anhöhe heraus |      |